# シェラトン・ホテル&リゾート・ハワイ

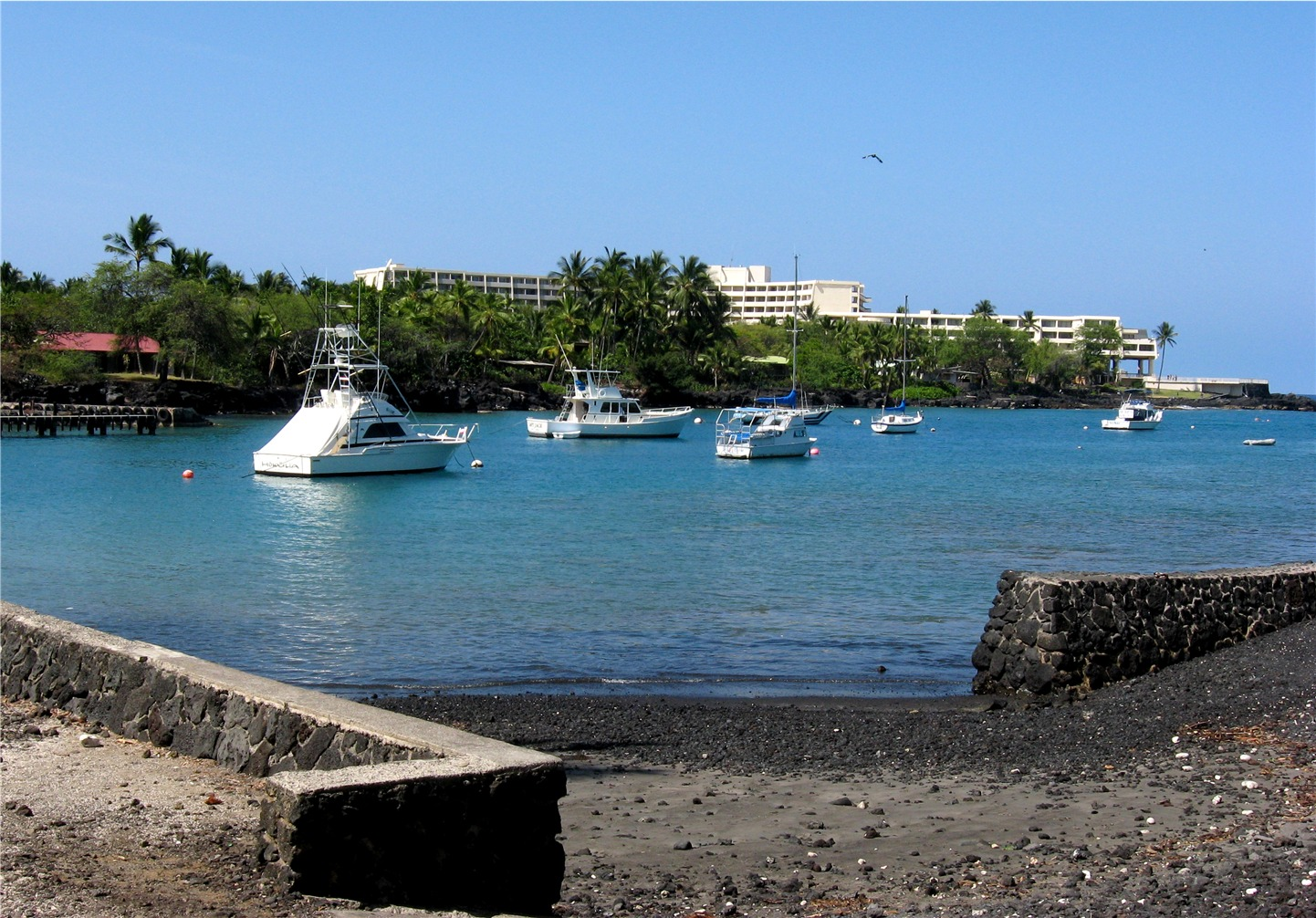
シェラトン・リゾート&スパー・ケアホウベイ（ハワイ島）

シェラトン・ホテル&リゾート・ハワイ（英語: Sheraton Hotels and Resorts Hawaii）は、スターウッド・ホテル&リゾート社のハワイの子会社で、スターウッドは2016年にマリオット・インターナショナル による買収された。 アメリカ合衆国ハワイ州ホノルルに本拠を置く企業グループで、カウアイ島、オアフ島、マウイ島、ハワイ島で、合計5つのシェラトンホテル&リゾートを管理している。
オアフ島ワイキキのホテル＆リゾートは、シェラトン・プリンセスカイウラニ・ホテル（Sheraton Princess Kaiulani Hotel）とシェラトン・ワイキキ・ホテル（Sheraton Waikiki Hotel）である。シェラトン・コナ・リゾート&スパー・ケアウホウベイはハワイ島のコナにあり、シェラトン・マウイはカアナパリビーチにある。シェラトン・カウアイ・リゾートは、1992年9月11日にハリケーン・イニキによって破壊されたが、その後改装された。

## 参照項目
- マリオット・インターナショナルのスターウッド・ホテル&リゾート買収完了（2016年）